# Dirt Femme
Dirt Femme é o quinto álbum de estúdio da artista musical sueca Tove Lo. Foi lançado de forma independente por sua própria gravadora Pretty Swede Records em 14 de outubro de 2022. Foi anunciado juntamente com o lançamento do single "True Romance" em 21 de junho de 2022. Os dois primeiros singles, "How Long" e "No One Dies from Love", foram lançados no início daquele ano. O primeiro foi destaque na trilha sonora da segunda temporada da série de TV americana Euphoria. O álbum conta com as participações de First Aid Kit, SG Lewis e Channel Tres. Uma edição "estendida" foi lançada em 11 de agosto de 2023, e foi promovida pelos singles "Borderline", "I Like U" e "Elevator Eyes".

## Antecedentes
Lo lançou seu quarto álbum de estúdio, Sunshine Kitty, em setembro de 2019. Recebeu críticas positivas de críticos de música contemporânea e teve um desempenho comercial moderado. Em maio do ano seguinte, após uma turnê pela Europa e América do Norte e do Sul, a cantora relançou o álbum com o subtítulo Paw Prints Edition, incluindo quatro músicas adicionais e quatro remixes. Dois anos depois de Sunshine Kitty, Lo começou a divulgar nas mídias sociais o lançamento de um quinto álbum; em setembro de 2021, o registro estava "tomando forma". No início daquele ano, em abril, a cantora Charli XCX revelou que trabalhou com Lo em "fazer a melhor música de todos os tempos" em Palm Springs, Califórnia. As duas colaboraram anteriormente em "Out of My Head", da mixtape de 2017 do XCX, Pop 2, bem como no remix de 2018 de "Bitches", do álbum de 2017 de Lo, Blue Lips.
Em maio de 2022, Lo anunciou a Pretty Swede Records, sua própria gravadora sob a empresa de desenvolvimento de artistas Mtheory. Sendo lançado de forma independente, Dirt Femme marca a primeira vez que Lo teve total controle criativo sobre o processo de desenvolvimento de um álbum. Embora ela reconheça a importância de seu antigo contrato com a Universal Music Group, que foi "crucial" para ela se destacar mundialmente, Lo "gosta de fazer essas histórias intrincadas que não ajudam o algoritmo e talvez não sejam o maneira mais comercial de fazer lançamentos pop e como você lança música pop". A produção do álbum foi comparada pela cantora a um "bungee jump emocional" porque seu processo de desenvolvimento foi o primeiro desde seu álbum de estreia, Queen of the Clouds, a não acontecer entre as turnês. "Isso quase parecia que eu estava de volta a começar completamente de novo", contou ela.

## Composição
Em 8 de setembro de 2021, Lo começou a divulgar o álbum em sua conta do Instagram. Então ela disse "que seu próximo álbum está tomando forma". Ela continuou em 5 de outubro daquele ano, quando publicou um post com a legenda: "Escrevendo a última [faixa] do meu álbum neste lugar onde passei grande parte da minha vida. Feliz triste não é tão ruim."
Em uma entrevista de junho de 2022 à Rolling Stone, Lo afirmou que seu quinto álbum seria "uma jornada visual e sonora muito bonita" e que ela criou um "novo mundo" para ele. Descrevendo as letras do disco como "extremamente pessoais", ela destacou sua natureza curiosa: "São todos os meus sentimentos, pensamentos e perguntas reunidos em menos de 50 minutos sem respostas". O resultado é um corpo de trabalho englobado por canções que "se contradizem, provavelmente vão aborrecer alguns de vocês, vão fazer você querer dançar, chorar, foder e dirigir seu carro muito, muito, rápido". A inspiração do álbum veio de um momento de introspecção durante a pandemia do COVID-19 enquanto ela refletia sobre sua carreira de 10 anos, sua feminilidade e sua pansexualidade em meio ao seu casamento com Charlie Twaddle. Ela declarou: "Estou trazendo à tona todas essas perguntas, sentimentos e emoções que não necessariamente têm respostas para eles. É apenas mais meu local de admiração atual". Lo explicou ainda:
| “ | Quando comecei como escritora e artista, costumava ver meus traços femininos como mais fracos e melhoraria meus traços masculinos para progredir na vida. Eu sinto uma grande mudança de energia em meu ambiente desde então e este álbum reflete as várias maneiras pelas quais meu lado feminino me ajudou e me machucou. Sou uma mulher pansexual casada com um homem heterossexual. Acredito que o masculino e o feminino vivem em um espectro em todos os humanos. Há tantas nuances mais interessantes do que a maioria das pessoas quer aceitar. | ” |

As letras de "Suburbia" abordam "nunca querendo casamento, não querendo filhos, e não sentindo que é uma vida que eu quero" e foram inspiradas pelo fato de que algumas pessoas se ofendem com a indiferença de Lo em ter seus próprios filhos. "2 Die 4" mostra o cover de 2005 do personagem sueco Crazy Frog da canção de 1969 "Popcorn" de Gershon Kingsley; foi descrito como um "sonho molhado nostálgico" pelo escritor da Rolling Stone, Tomás Mier. Lo afirmou que "True Romance" foi gravado em um único take e foi "muito divertido" de fazer devido ao seu tom mais "dramático" e narrativo em comparação com a maioria de seus trabalhos. Inspirada no filme homônimo de Tony Scott de 1993, "True Romance" é uma canção de amor que usa o enredo do filme para apresentar uma nova história, "uma das mais destrutivas, belas e exageradas histórias de amor fora de controle". Como suas letras são "muito sujas" e tocam "com uma batida muito sexy", Lo descreveu "Pineapple Slice" como uma mistura de "Disco Tits" e "Bitches", ambas incluídas em seu álbum de 2017, Blue Lips.

## Capa e título
A capa do álbum de Dirt Femme — que mostra Lo usando um ferrão metálico de escorpião-robô preso às costas e seu logotipo inspirado na vagina na lateral do quadril — evoca esse efeito visual dramático na narrativa de Lo e também é uma referência ao seu signo astrológico. De acordo com a cantora, seu uso de imagens relacionadas ao escorpião reflete a abordagem de feminilidade do álbum: "Eu adoro o fato de que o escorpião feminino come o escorpião masculino após o acasalamento. Equilíbrio de loucura entre nós. Mas me dizem que eu atraio as pessoas e as consumo".

## Promoção

### Singles
O primeiro single de Dirt Femme, "How Long", foi lançado em 26 de janeiro de 2022. O videoclipe foi lançado em 10 de fevereiro de 2022 e dirigido pela dupla de cineastas de Seattle, Kenten. Essa música também aparece na trilha sonora da segunda temporada da série Euphoria, da HBO. A música foi apresentada no quarto episódio da série, “You Who Cannot See, Think of Those Who Can”.
"No One Dies from Love" foi lançado como segundo single do projeto em 3 de maio de 2022. Juntamente com o anúncio da fundação da Pretty Swede Records em 3 de maio de 2022, esse é o primeiro material lançado sob o selo recém-fundado. O videoclipe da música estreou no mesmo dia e foi dirigido pela equipe brasileira de cinema Alaska Filmes, com quem Lo trabalhou anteriormente em "Are U Gonna Tell Her?". No vídeo, Lo aparece como uma famosa estrela de cinema, enquanto ela navega em um mundo distópico e retro futurista depois que ela encomenda um robô, chamado Annie 3000. Neste mesmo dia, Lo também anunciou uma turnê de concertos, programada para começar em 29 de outubro e visitar a Europa e o Reino Unido.
"True Romance" foi lançado em 21 de junho de 2022, juntamente com a pré-venda do disco, servindo como o terceiro foco de promoção do registro. Neste mesmo dia, Lo revelou oficialmente o título do álbum como Dirt Femme, bem como sua lista de faixas, arte e data de lançamento para 14 de outubro. O videoclipe foi lançado no mesmo dia e foi dirigido por Channing Strada.
"2 Die 4" foi lançado como quarto single do projeto em 27 de julho de 2022. A canção estreou como "Future Sounds" da BBC Radio 1 apresentado por Clara Amfo. A mesma contém amostra de "Popcorn", instrumental de 1969 composto por Gershon Kingsley e originalmente lançado pela  Hot Butter  em 1972. O videoclipe foi lançado em 30 de Agosto de 2022 e foi dirigido por Anna-Lisa Himma.
"Grapefruit" foi lançado como quinto single do projeto em 12 de outubro de 2022. O videoclipe foi lançado no mesmo dia e foi dirigido por Lisette Donkersloot.

## Crítica profissional
| Críticas profissionais | Críticas profissionais |
| Pontuações agregadas   | Pontuações agregadas   |
| Fonte                  | Avaliação              |
| ---------------------- | ---------------------- |
| AnyDecentMusic?        | 7.4/10                 |
| Metacritic             | 77/100                 |
| AOTY                   | 77/100                 |
| Avaliações da crítica  |                        |
| Fonte                  | Avaliação              |
| AllMusic               | [ 43 ]                 |
| DIY                    | [ 44 ]                 |
| Gigwise                | [ 45 ]                 |
| NME                    | [ 46 ]                 |
| Pitchfork              | 5.4/10                 |
| Rolling Stone          | [ 48 ]                 |
| Slant Magazine         | [ 1 ]                  |
| The Independent        | [ 49 ]                 |
| The Line of Best Fit   | 9/10                   |
| The Skinny             | [ 51 ]                 |

Dirt Femme recebeu críticas positivas de críticos de música contemporânea. No Metacritic, que atribui uma classificação normalizada de 0 a 100 para avaliações de críticos tradicionais, o álbum tem uma pontuação média de 77 com base em 14 críticas, indicando "críticas geralmente favoráveis". O site agregador de resenhas AnyDecentMusic? deu nota 7.4 de 10, com base em sua avaliação do consenso crítico. É atualmente o álbum mais aclamado de Lo até hoje.
Heather Phares, do banco de dados musicais AllMusic, emitiu quatro estrelas de um total de cinco, elogiou a direção musical do álbum, escrevendo: "Lo está amadurecendo, mas segurando as partes mais importantes de si mesma. Dirt Femme dá tempo igual aos lados confessional, sexual e dançante de sua música e oferece um retrato mais completo de sua música do que já ouvimos antes". O escritor do The Line of Best Fit, Sam Franzini, destacou que "confiança e paixão genuína por ser ela mesma se unem em Dirt Femme, um álbum muito mais sombrio do que seu antecessor Sunshine Kitty, porém mais fiel a Nilsson com suas batidas pulsantes e jams furtivos" e também descreveu o álbum como "sexy, inteligente e o mais importante; divertido". Emma Swann, do DIY, escreve que "Dirt Femme vê Lo justapor elementos engenhosamente". Jordan White, escritor da Gigwise, descreveu o álbum como "quente", afirmando ainda que é "abertamente exagerado e não foge de seu lado lúdico". Nick Levine, da NME, deu 4 de 5 estrelas, e chamou o álbum de "picante, surpreendente e não muito coeso, mas nunca chato".
Em uma crítica mista escrita para o The Skinny, Tara Hepburn identificou este álbum como "bebê pandêmico" e lamentou que este projeto "seja uma mistura de coisas, já que a cantora explora novos caminhos para si mesma". Thomas Bedenbaugh, da Slant Magazine, criticou o álbum pela falta de refrãos para cantar junto, que tornaram os trabalhos anteriores de Lo, especialmente Lady Wood, de 2016, tão memoráveis, ao mesmo tempo em que descreveu o álbum como "uma coleção de faixas de pista de dança ligeiramente melancólicas e ocasionalmente cativantes". Peyton Thomas, da Pitchfork, apelidou o álbum de "o primeiro álbum de Tove Lo que você pode tocar para seus avós", alegando que ela perdeu "muito de sua centelha no processo" de mudar para temas mais brandos e fazer performances mais letárgicas.

## Alinhamento de faixas
| Dirt Femme – Edição padrão |                                      |                                                  |                                             |         |  |
| N.º                        | Título                               | Compositor(es)                                   | Produtor(es)                                | Duração |  |
| 1.                         | "No One Dies from Love"              | Tove Nilsson Ludvig Söderberg                    | A Strut                                     | 3:06    |  |
| 2.                         | "Suburbia"                           | Nilsson Söderberg                                | A Strut                                     | 3:19    |  |
| 3.                         | "2 Die 4"                            | Nilsson Oscar Görres Gershon Kingsley            | Görres                                      | 3:04    |  |
| 4.                         | "True Romance"                       | Nilsson Timothy Nelson                           | TimFromTheHouse                             | 4:06    |  |
| 5.                         | "Grapefruit"                         | Nilsson Söderberg Nelson                         | A Strut TimFromTheHouse                     | 3:51    |  |
| 6.                         | "Cute & Cruel" (com First Aid Kit)   | Nilsson Elvira Anderfjard                        | Elvira                                      | 3:00    |  |
| 7.                         | "Call on Me" (com SG Lewis)          | Nilsson Samuel George Lewis Orlando Higginbottom | SG Lewis Totally Enormous Extinct Dinosaurs | 3:18    |  |
| 8.                         | "Attention Whore" (com Channel Tres) | Nilsson Söderberg Jerome Castille Sheldon Young  | A Strut                                     | 3:11    |  |
| 9.                         | "Pineapple Slice" (com SG Lewis)     | Nilsson Lewis                                    | SG Lewis                                    | 2:55    |  |
| 10.                        | "I'm to Blame"                       | Nilsson Alexander Payami                         | Payami                                      | 3:20    |  |
| 11.                        | "Kick in the Head"                   | Nilsson Nelson                                   | TimFromTheHouse                             | 3:12    |  |
| 12.                        | "How Long"                           | Nilsson Sibel Redžep Söderberg Nelson            | A Strut TimFromTheHouse                     | 3:18    |  |
| Duração total:             | Duração total:                       | Duração total:                                   | Duração total:                              | 39:40   |  |

Notas
- "2 Die 4"  contém samples da música "Popcorn", composta por Gershon Kingsley.
- "Call on Me" contém elementos de "You Spin Me Round (Like a Record)", da banda inglesa Dead or Alive, de seu segundo álbum, Youthquake (1985).

## Equipe e colaboradores
- Tove Lo — artista principal, vocais, composição, letras (todas as faixas)
- Ludvig Söderberg — composição, letras, (faixas 1, 2, 5, 8 e 12) produção (faixas 1, 2, 5, 8 e 12)
- Timothy Nelson — composição, letras, (faixas 4, 5, 11 e 12) produção (faixas 4, 11 e 12)
- First Aid Kit — vocalista participante (faixa 6)
- Samuel George Lewis — artista em destaque, composição, letras, produção (faixas 7 e 9)
- Channel Tres — vocalista participante, composição, letras (faixa 8)
- Reuben Cohen — engenheiro de masterização
- Chris Gehringer — engenheiro de masterização
- Serban Ghenea — engenheiro de mixagem
- John Hanes — engenheiro de mixagem

## Desempenho nas tabelas musicais
| País — Tabela musical (2022)        | Melhor posição |
| ----------------------------------- | -------------- |
| Bélgica (Ultratop (Flandres)        | 86             |
| Bélgica (Ultratop (Valónia)         | 167            |
| Espanha (PROMUSICAE)                | 59             |
| Estados Unidos (Billboard 200)      | 153            |
| Estados Unidos (Independent Albums) | 24             |
| Finlândia (Suomen virallinen lista) | 34             |
| Irlanda (IRMA)                      | 95             |
| Lituânia (AGATA)                    | 41             |
| Noruega (VG-lista)                  | 11             |
| Reino Unido (UK Albums Chart)       | 9              |
| Reino Unido (Independent Albums)    | 50             |
| Suécia (Sverigetopplistan)          | 11             |
| Suíça (Schweizer Hitparade)         | 50             |

## Histórico de lançamento
| Região | Data                  | Formato                             | Gravadora            | Ref.                 |
| ------ | --------------------- | ----------------------------------- | -------------------- | -------------------- |
| Várias | 14 de outubro de 2022 | CD download digital streaming vinil | Pretty Swede Mtheory | [ 67 ] [ 53 ] [ 68 ] |